# Mocorito
Mocorito är en ort i Mexiko.   Den ligger i kommunen Mocorito och delstaten Sinaloa, i den västra delen av landet, 1 100 km nordväst om huvudstaden Mexico City. Mocorito ligger 86 meter över havet och antalet invånare är 5 304.
Terrängen runt Mocorito är varierad. Runt Mocorito är det ganska glesbefolkat, med 23 invånare per kvadratkilometer. Närmaste större samhälle är Guamúchil, 16,0 km väster om Mocorito. I omgivningarna runt Mocorito växer huvudsakligen savannskog.